# Drengen der gik baglæns
Drengen der gik baglæns er en dansk børnefilm fra 1994, der er instrueret af Thomas Vinterberg efter manuskript af ham selv og Bo hr. Hansen.

## Handling
Andreas træder ikke på streger, når han går på fortovet. Han dunker sig ind imellem besværgende for brystet, når han skal beskytte sig. Lille 9-årige Andreas bærer på noget ubærligt: Da moderen holdt stor fødselsdag, optrådte han og storebror Mikkel med en vittighed. Stor succes. Alle havde det skægt, og Andreas blev fuld i Martini. Næste morgen ville faderen på sin motorcykel køre Mikkel i skole, men et færdselsuheld dræber Mikkel og giver faderen en gipskrave og et plaget sind. Familien flytter til et nyt hus for at begynde på en frisk, men hverken det nye hus eller den venlige nye skoleklasse og lærer kan for alvor dulme Andreas' store sorg.

## Medvirkende
- Holger Thaarup - Andreas
- Rune Veber - Mikkel
- Michelle Bjørn-Andersen - Moren
- Christian Hjejle - Faren
- Martin Brygmann - Læreren
- Agnes Obel
- Thomas Christensen
- Steffen Odd Sølvberg
- Birger Bohm